# Nederlandse Tuinbouwraad
De Nederlandse Tuinbouwraad (NTR) is een belangenorganisatie voor Nederlandse tuinders. In de tuinbouwraad werken 10 tuinbouworganisaties samen en het is de oudste nog actieve tuinbouworganisatie in Nederland.

## Geschiedenis
De Nederlandse Tuinbouwraad werd opgericht op 4 mei 1908 met als doel om in binnen- en buitenland het imago van de Nederlandse tuinbouw te versterken en de afzet van tuinbouwproducten te bevorderen. De NTR was oorspronkelijk gevestigd in Den Haag, sinds 1990 zetelt de organisatie in Aalsmeer.
De belangrijkste activiteit van de Nederlandse Tuinbouwraad om dit doel te bereiken was sinds 1960 het organiseren van een wereldtuinbouwtentoonstelling: de Floriade.